# Zeʾev Hadari
Zeʾev Hadari (hebräisch זאב הדרי Səʾev Hadarī; * 1916 bei Lodz als Wenja Pomeranz; † 2001 in Beʾer Scheva) war ein israelischer Schriftsteller und Nukleartechniker.

## Leben
Zeʾev Hadari migrierte 1935 nach Palästina und wurde in einem Kibbuz beschäftigt. Anschließend wurde er an einer Pottascheabfüllanlage beschäftigt. 1941 trat er der Palmach bei. 1942 wurde er von David Ben-Gurion nach Istanbul gesandt, wo er mit Chaim Barlasz und Menachem Bader bei der Waʿadah Mossad le Alija Bet beschäftigt wurde. Im Rahmen des Menschenhandels von Kurt Becher fungierte er als Kurtrier und kam am 24. Mai 1944 nach Palästina. 1947 brachte er Erich Bachem nach Schaffhausen. Er hatte eine Professur am Negev Nuclear Research Center. Von 1961 bis 1963 war er Bürgermeister von Beʾer Scheva.
1983 erhielt er den Yitzhak-Sadeh-Preis.

## Veröffentlichungen
- Second Exodus: The Full Story of Jewish Illegal Immigration to Palestine, 1945-1948. London 1991